# Lijst van rijksmonumenten in Straten
De plaats Straten, in de Nederlandse provincie Noord-Brabant, telt 8 inschrijvingen in het rijksmonumentenregister. Hieronder een overzicht.
| Object                                                                                    | Oorspronkelijke functie? | Bouwjaar      | Architect | Locatie     | Coördinaten?                  | Nr.?   | Afbeelding                                                                          |
| ----------------------------------------------------------------------------------------- | ------------------------ | ------------- | --------- | ----------- | ----------------------------- | ------ | ----------------------------------------------------------------------------------- |
| Boerderij van het Noord-Brabantse langgeveltype                                           | Boerderij                |               |           | Straten 13a | 51° 30' 42" NB, 5° 20' 33" OL | 31353  | Meer afbeeldingen                                                                   |
| Sint-Anthonius Abtkapel                                                                   | Kapel                    | 1853          |           | Straten 12  | 51° 30' 43" NB, 5° 20' 29" OL | 31354  | Meer afbeeldingen                                                                   |
| Kleine boerderij van het Noord-Brabantse langgeveltype, gedekt door rieten wolfsdak       | Boerderij                |               |           | Straten 13D | 51° 30' 45" NB, 5° 20' 29" OL | 31355  | Kleine boerderij van het Noord-Brabantse langgeveltype, gedekt door rieten wolfsdak |
| Boerderij van het Noord-Brabantse langgeveltype, gedekt door rieten wolfdak               | Boerderij                |               |           | Straten 7   | 51° 30' 33" NB, 5° 20' 19" OL | 31356  | Meer afbeeldingen                                                                   |
| Boerderij van het Noord-Brabantse langgeveltype, onder rieten wolfdak met voet van pannen | Boerderij                |               |           | Straten 8   | 51° 30' 34" NB, 5° 20' 18" OL | 31359  | Meer afbeeldingen                                                                   |
| Boerderij met ingang in de kopgevel, overigens van het Noord-Brabantse langgeveltype      | Boerderij                |               |           | Straten 9   | 51° 30' 35" NB, 5° 20' 18" OL | 31360  | Meer afbeeldingen                                                                   |
| Boerderij van het Noord-Brabantse type, gedeeltelijk gedekt met stro                      | Boerderij                |               |           | Straten 10  | 51° 30' 42" NB, 5° 20' 24" OL | 31361  | Meer afbeeldingen                                                                   |
| Terrein met daarin sporen van een romeinse nederzetting                                   | Archeologisch monument   | Romeinse tijd |           |             | 51° 30' 52" NB, 5° 20' 50" OL | 519506 | Upload foto                                                                         |